# 保坂エマ
保坂 エマ（ほさか エマ、1972年7月14日 - ）は、日本の女優。
東京都出身。劇団☆新感線の劇団員。

## 来歴・人物
プラチナペーパーズプロデュース公演、劇団ＡＷＡＷＡ、TVドラマ等で活躍後、劇団☆新感線に「西遊記」(1999年)より参加。「西遊記」への出演は、前年から裏方として同劇団に参加していたところ、怪我をした出演者の代役として急遽出演することになった。
2020年12月からstand.fmにて「エマの今日はこんな感じで…」の配信を始めている。また、Podcast番組「エマとクドウのオトナになりたい」も配信しており、2023年からリニューアルして「恐悦至極にございます。」としてstand.fmでライブ配信などを行っている。

## 出演

### 舞台

#### 劇団☆新感線
- 『PSY U CHIC-西遊記～仮名絵本西遊記より～』（1999年）
- 『直撃！ドラゴンロック2・轟天大逆転～九龍城のマムシ』（1999年）
- 『LOST SEVEN』（1999年）
- 劇団☆新感線20th Anniversary豊年万作チャンピオン祭り・秋味Ｒ『古田新太之丞東海道五十三次地獄旅～踊れ！いんど屋敷』（2000年）
- 『直撃！ドラゴンロック３～轟天対エイリアン』（2001年）
- 『スサノオ～神の剣の物語』（2002年）
- 「アテルイ」（2002年)　[6]
- 「七芒星」（2002年）
- 「花の紅天狗」（2003年）
- 「阿修羅城の瞳」（2003年）
- 「レッツゴー!忍法帖」（2003年）
- 「SHIROH」（2004年）
- 「髑髏城の七人～アカドクロ～」（2004年）
- 「荒神」（2005年）
- 「吉原御免状」　（2005年）
- 「メタルマクベス」　（2006年）
- 「朧の森に棲む鬼」（2007年）
- 「犬顔家の一族の陰謀」（2007年）
- いのうえ歌舞伎☆號「IZO」（2008年）
- 「五右衛門ロック」（2008年）
- いのうえ歌舞伎・壊 Punk「蜉蝣峠」　（2009年）
- 「蛮幽鬼」（2009年）
- 「薔薇とサムライ～GoemonRock OverDrive」　（2010年）
- 「鋼鉄番長」（2010年）
- 「港町純情オセロ」（2011年）
- 「髑髏城の七人」（2011年）
- 「ZIPANG PUNK～五右衛門ロックⅢ」（2013年）
- 「蒼の乱」（2014年）
- 大人の新感線「ラストフラワーズ」（2014年）
- 「五右衛門VS轟天」（2015年）
- いのうえ歌舞伎≪黒≫BLACK「乱鶯」（2016年）
- 「Vamp Bamboo Burn～ヴァン!バン!バーン!」（2016年）
- 「髑髏城の七人　Season花」（2017年）
- 「髑髏城の七人」Season風」（2017年）
- 「修羅天魔～髑髏城の七人　Season極」（2018年）
- 「メタルマクベス　disc2」（2018年）
- 「偽義経冥界歌」（2019年）
- いのうえ歌舞伎 亞 alternative「けむりの軍団」（2019年）
- 「偽義経冥界歌」（2020年）
- yellow⚡新感線「月影花之丞大逆転」（2021年）
- 「狐晴明九尾狩」（2021年）
- 「神州無頼街」（2022年）
- 「薔薇とサムライ2～海賊女王の帰還」（2022年）
- 「ミナト町純情オセロ～月がとっても慕情篇」（2023年）
- 「天號星」（2023年）
- 「爆烈忠臣蔵〜桜吹雪 THUNDERSTRUCK」（2025年公演予定）[7]

#### その他の公演
- NODA・MAP「カノン」（2000年）[8]
- 庭劇団ペニノ「アンダーグラウンド」（2006年）
- シス・カンパニー「牡丹燈籠」（2009年）
- むーとぴあ「はじめての食卓」（2009年）
- 「うんぷてんぷ」（2013年）
- トーキョーハイライト「なりたかったおとこ」（2013年）
- 音楽劇「ハックルベリーにさよならを」（2013年）
- 気晴らしBOYZ「思春期中年39号」（2014年）
- トーキョーハイライト「Nijyu」（2015年）
- スラステslatstick「ストレンジャーズ イン ザ ナイト」（2024年）[9]
- イノセント・ピープル ～原爆を作った男たちの65年～（2024年）[10]
- CCCreation「白蟻」（2024年）[11]

### 映画
- 死ガ二人ヲワカツマデ～第2章見南瓜花」（2012年）松村清秀監督[1]
- 「進撃の巨人 ATTACK ON TITAN」(前編)　（2015年）樋口真嗣監督[1]